# آلتو (تگزاس)
التو، تگزاس (به انگلیسی: Alto, Texas) یک منطقهٔ مسکونی در ایالات متحده آمریکا است که در تگزاس واقع شده‌است.

## خصوصیات
التو ۴٫۴ کیلومترمربع مساحت و ۱٬۱۹۰ نفر جمعیت دارد و ۱۳۳ متر بالاتر از سطح دریا واقع شده‌است.